# Bird Box Barcelona
Bird Box Barcelona is een Spaanse post-apocalyptische thriller uit 2023, geregisseerd door Álex Pastor en David Pastor. De film is een spin-off op Bird Box uit 2018, die daarop weer gebaseerd is op de gelijknamige roman van Josh Malerman uit 2014.

## Verhaal
Wanneer buitenaardse wezens de aarde binnenvallen en degenen die de wezens hebben gezien tot zelfmoord drijven, barst er een wereldwijde catastrofe los. Publieke chaos ontstaat ook in Barcelona, waar de jonge vrouw Laura om het leven komt bij een auto-ongeluk. Haar man Sebastián moet zich dan alleen met hun dochter Anna een weg banen door de verlaten straten van de Catalaanse hoofdstad, met toenemende aanvallen onder de weinige overlevenden.
Op Anna's elfde verjaardag worden Sebastián en zijn dochter gevangengenomen door overlevenden onder leiding van pater Esteban. De groep is grotendeels immuun voor de wezens en kan, in tegenstelling tot andere mensen, met open ogen over straat lopen, daarom kregen ze de naam "Zieners". Pater Esteban en zijn volgelingen zien de buitenaardse wezens als engelen die door God zijn gezonden, en daarom zijn de zieners toegewijd aan de taak om zoveel mogelijk overlevenden te bevrijden van hun aardse lijden. Ze openen met geweld Anna's ogen en drijven het kleine meisje haar dood tegemoet.
Sebastián daarentegen blijkt verrassend genoeg een ziener te zijn en wordt voortaan geplaagd door visioenen van zijn overleden dochter. Anna's imago wil dat haar vader meer overlevenden verlost, zodat hij in het hiernamaals kan worden herenigd met zijn eigen familie. Dus Sebastián begint kleine groepen overlevenden te infiltreren voordat hij hun ogen opent en ze zogenaamd verlost. Tijdens zijn missie kruist hij uiteindelijk zijn pad met een gemeenschap van zes.
Tot de groep behoren de Engelse psychiater Claire, het bejaarde echtpaar Isabel en Roberto, de hondeneigenaar Rafa, de natuurkundige Octavio en het jong Duitse meisje Sofia, voor wie Claire vooral liefdevol zorgt. Aangezien Sebastián Duits kan spreken en de groep eindelijk in staat stelt om met het kind te communiceren, mag hij ondanks verdachte stemmen blijven. Sofia vertelt hem dat ze gescheiden was van haar moeder Greta, maar dat ze elkaar weer wilden ontmoeten in een toevluchtsoord in het Kasteel van Montjuïc.
De groep besluit naar het fort te gaan, waar ze een uitweg uit de catastrofe hopen te vinden. Onderweg saboteert Sebastián de gemeenschap echter verschillende keren, wat resulteert in de dood van Rafa en Octavio. Wanneer de laatste vijf overlevenden de wezens door de straten van Barcelona ontvluchten en Isabel en Roberto zichzelf opofferen vanwege de kleine kans op succes van de groep, ontdekt Claire dat Sebastián een ziener is en verantwoordelijk was voor de dood van haar kameraden. Teleurgesteld keert ze zich met Sofia van hem af, maar ontmoet al snel pater Esteban en zijn volgelingen.
Wanneer Sebastián Sofia nu zou moeten verlossen in opdracht van het beeld van Anna, besluit hij het offer niet te brengen omdat hij na verloop van tijd begon te twijfelen aan de moraliteit van zijn daden. In plaats daarvan rijdt hij Claire en het kleine meisje naar de kabelbaan die kan worden gebruikt om het Kasteel van Montjuïc te bereiken en confronteert hij pater Esteban om hem tegen te houden. Terwijl Sebastián en de geestelijke elkaar vermoorden, bereiken Claire en Sofia ongedeerd het heiligdom. Het kleine meisje herenigt zich met haar moeder Greta, in het fort terwijl Claire wordt onderzocht door militair personeel. De soldaten hopen een remedie tegen de buitenaardse wezens te vinden door te experimenteren met kleine dieren, het DNA van overlevenden en een gevangen wezen.

## Rolverdeling
| Acteur             | Personage     |
| ------------------ | ------------- |
| Mario Casas        | Sebastián     |
| Alejandra Howard   | Anna          |
| Georgina Campbell  | Claire        |
| Naila Schuberth    | Sofia         |
| Leonardo Sbaraglia | Pater Esteban |
| Lola Dueñas        | Isabel        |
| Gonzalo de Castro  | Roberto       |
| Diego Calva        | Octavio       |
| Patrick Criado     | Rafa          |

## Productie
In maart 2021 werd een Spaanse spin-off van Bird Box gemeld, waarbij Nostromo Pictures het project produceerde. De film is geschreven en geregisseerd door Álex Pastor en David Pastor, met Dylan Clark, Núria Valls, Adrián Guerra, Chris Morgan, Ryan Lewis en Josh Malerman als producenten en Brian Williams en Ainsley Davies uitvoerend producerend.
In januari 2022 begonnen de eerste opnames in Spanje.

## Release
De film ging in première op 14 juli 2023 op de streamingdienst Netflix.

## Ontvangst
Op Rotten Tomatoes heeft Bird Box Barcelona een waarde van 49% en een gemiddelde score van 5,60/10, gebaseerd op 53 recensies. Op Metacritic heeft de film een gemiddelde score van 45/100, gebaseerd op 20 recensies.